# Iskarióti Júdás
A karióti Júdás vagy Júdás Iskáriótes  (? – 30 körül) a 12 tanítvány egyike volt, Jézus árulója. Júdás az egyetlen Júda törzsbeli apostol, az iskarióti Simon fia (Jn 6,71). Az evangéliumok szerint Júda déli részéből származott; Jézus az apostolok közé választja (Mt 10,4; Mk 3,19; Lk 6,16); a tizenkettő közös pénzét kezelte (Jn 12,6; 13,29), Jézust kiszolgáltatta az ellenségeinek (Mt 26,47-49).
A ragadványnév eredetét többen – köztük Vermes Géza – úgy határozzák meg, hogy Júdás Galileából származott több más apostolhoz hasonlóan, és a jelző a latin sīcārius (= késelő) torzított változata. Ők a zélóta mozgalom ultraradikálisai, a politikai terrorizmus első képviselői voltak. Ha ez a feltevés igaz, akkor az apostolok közösségének politikai irányvonalára nézve érdekes lehetőségeket vet fel.
Az evangéliumi beszámolók ellentmondásosak Júdás halálával kapcsolatban. Márk, Lukács és János egyáltalán nem szól arról, mi történt Júdással az árulása után, Máté és az Apostolok Cselekedetei pedig két különböző történetet tár elénk. Máté evangéliuma (Mt 27,3-8) szerint Jézus keresztre feszítése előtt Júdás megbánta tettét és visszavitte a harminc ezüstöt a templomba a főpapoknak, majd elment és felakasztotta magát. A főpapok azonban nem akarták a templom kincstárába tenni a pénzt, mert vérdíj, ezért vettek rajta egy telket, amelyet később Vérmezőnek neveztek.

„Amikor Júdás, aki kiszolgáltatta, látta, hogy elítélték, megbánta tettét, visszavitte a főpapoknak és a véneknek a harminc ezüstöt, és ezt mondta:
– Vétkeztem, mert ártatlan vért szolgáltattam ki. De azok ezt mondták:
– Mi közünk hozzá? A te dolgod!
Erre ő a szentélybe szórta az ezüstpénzt, majd elment, és felakasztotta magát. A főpapok felszedték az ezüstöket, és így szóltak: „Ezt nem szabad a kincstárba tennünk, mert vérdíj.” Aztán határozatot hoztak, és megvették rajta a fazekas mezejét az idegenek számára temetőnek. Ezért hívják ezt a mezőt a mai napig Vérmezőnek.”

– (Máté 27,3–8)

Ezzel szemben az Apostolok Cselekedetei másként meséli el a történetet Péter száján keresztül (ApCsel 1,16-19). Eszerint Júdás Jézus keresztre feszítése után telket vett magának a pénzből, melyet árulásáért kapott, ahol is „előrebukott, derékban széthasadt, és egész belső része kifordult.” Ezt a telket nevezték el Vérmezőnek, mert Júdás vére borította és később az idegenek temetőjeként használták.

„– Testvérek! Be kellett teljesednie az Írásnak, amit előre megmondott a Szentlélek Dávid ajka által Júdásról, aki vezetője lett azoknak, akik elfogták Jézust. Közénk tartozott, és részt kapott ebből a szolgálatból. Miután ennek a gonosztettnek a jutalmából földet vett, előrebukott, derékban széthasadt, és egész belső része kifordult. Közismertté vált ez Jeruzsálem lakói előtt, ezért nevezték el azt a mezőt a maguk nyelvén Hakeldamának, azaz Vérmezőnek.”

– (Apostolok Cselekedetei 1,16-19)

Az önmagában ellentmondásos történet Júdás szerepének több különböző értelmezését teszi lehetővé, mivel a körülményekről közelebbit az evangéliumok nem árulnak el.

## Képek

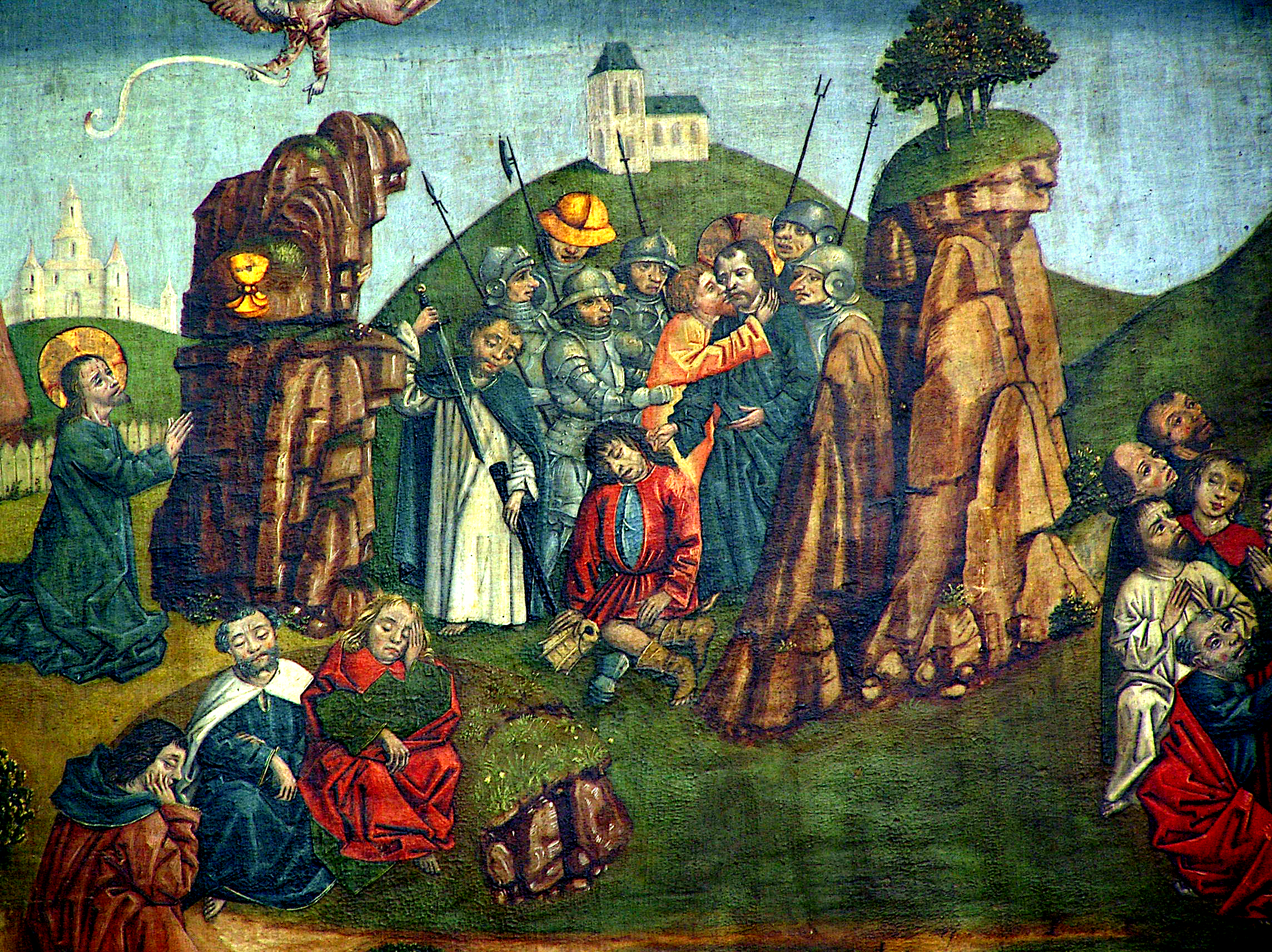
Júdás csókkal árulja el Jézust
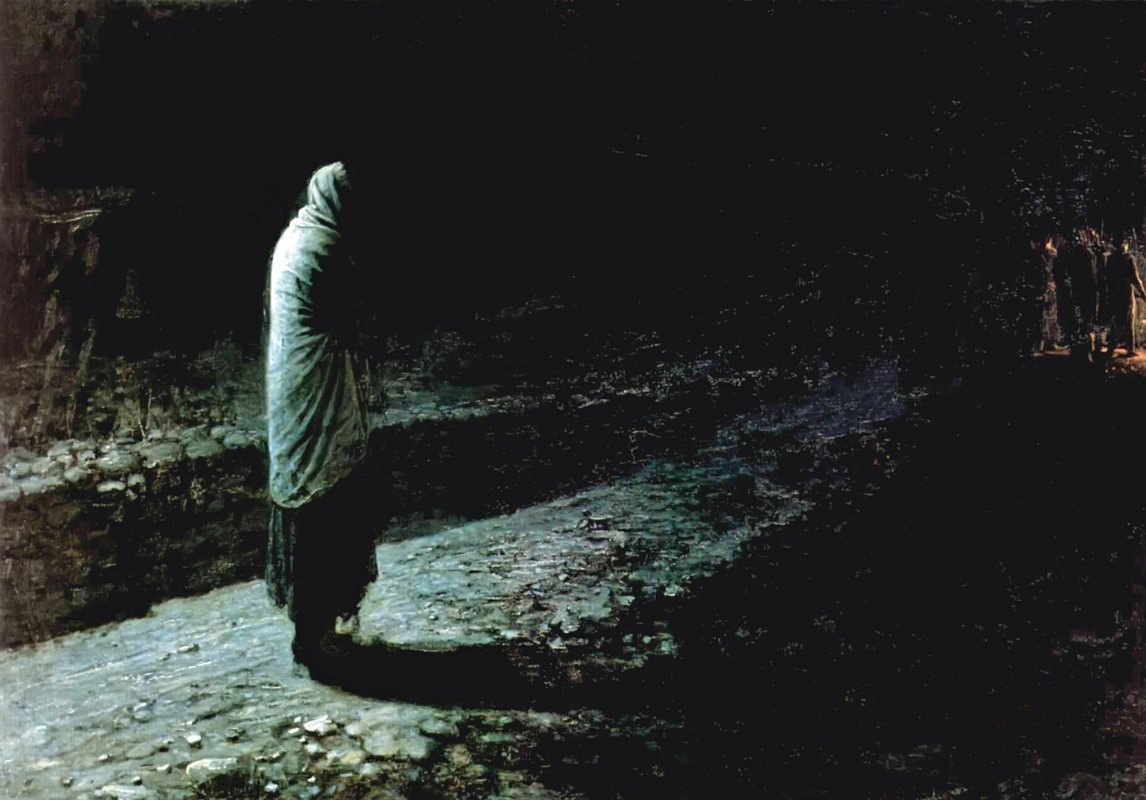
Nyikolaj Nyikolajevics Ge: A lelkiismeret, Júdás
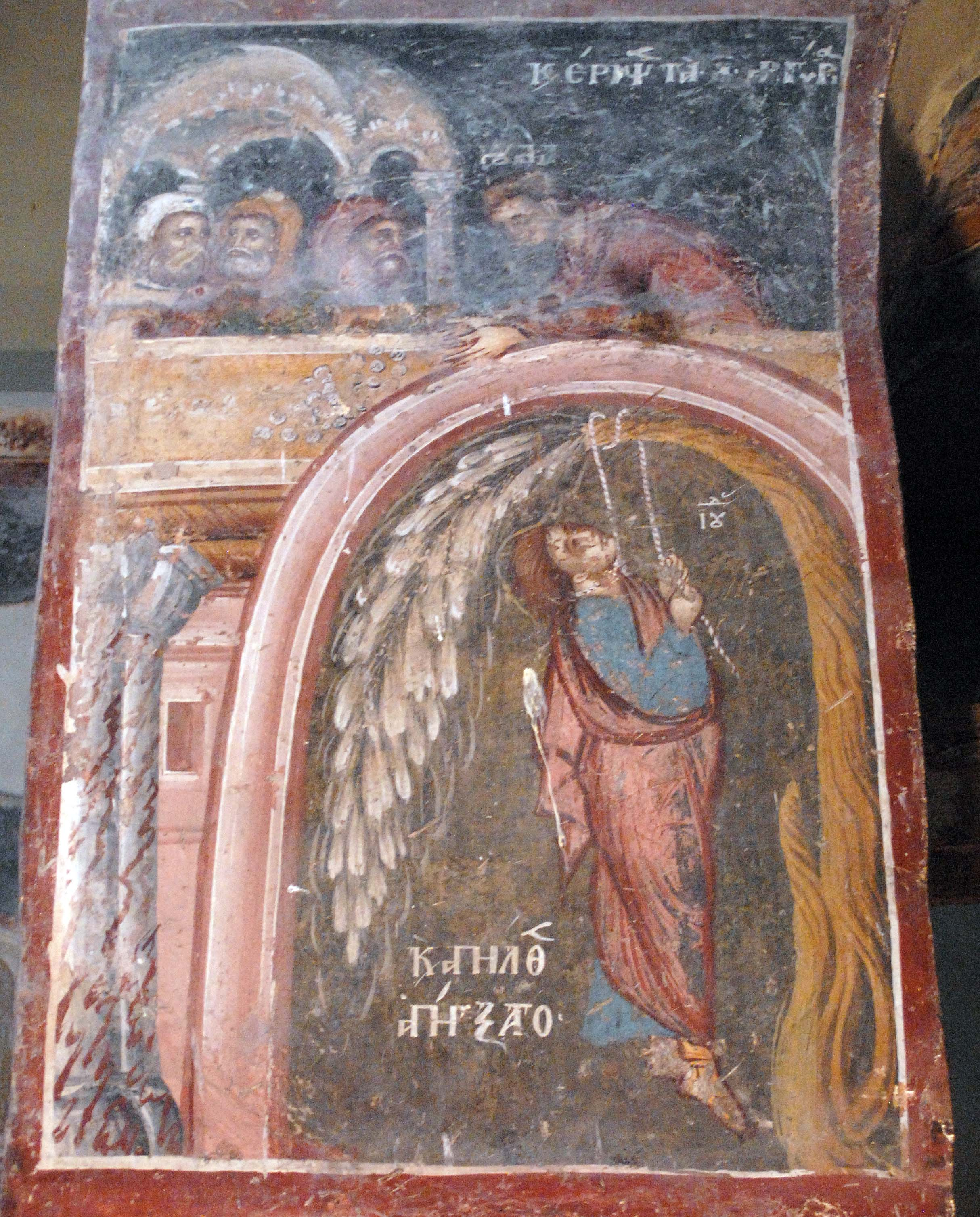
Templomfreskó, Karióti Júdás felakasztja magát (Macedónia)
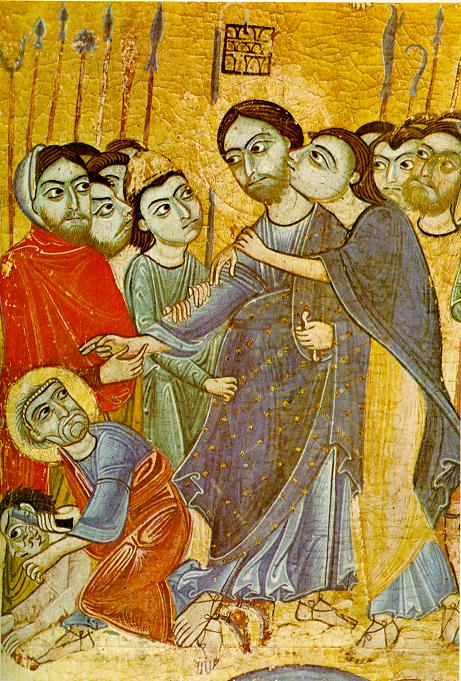
Júdás csók, 12. század, Uffizi képtár, Firenze